# Васил Кънчов
Васил Иванов Кънчов (изписване до 1945 година: Василъ Ивановъ Кѫнчовъ) е български политик (министър) и учен (географ, историк, академик на БАН), автор на множество географски изследвания на Македония. Привърженик на Прогресивнолибералната партия, в продължение на месец той е министър на народното просвещение в първото правителство на Стоян Данев (1902).
Използва псевдоними като Бродник, Вардарец, В. Шарка, Иван Иванов и други.

## Биография
Васил Кънчов е роден на 26 юли (14 юли стар стил) 1862 година във Враца в семейството на бъчвар. След като завършва четирикласното училище в родния си град, през 1880 година заминава със стипендия от общината да учи в Ломската гимназия. През 1884 година завършва с отличие и през следващата учебна година е главен учител на врачанското четирикласно училище.
През 1885 година Кънчов получава държавна стипендия и заминава да учи химия в Харков, където се запознава с Марин Дринов, но малко по-късно прекъсва образованието си, за да участва като доброволец в Сръбско-българската война. След войната учи химическа технология – три семестъра в Мюнхен и два в Щутгарт. В началото на 1888 година заболява от ревматизъм, отива на лечение в Тирол, но губи стипендията си и трябва да се върне в България, без да се е дипломирал.
След като няколко месеца е учител в железарското училище в София, Васил Кънчов заминава за Солун, който по това време е още под османско управление. От септември 1888 година той е учител по химия в Солунската българска мъжка гимназия, през 1891 година става директор на българските училища в Сярско, а през 1892 – 1893 година е директор на Солунската гимназия. В Солун се жени за Христина Балтаджиева (1867 – 1893), учителка в Солунската девическа гимназия.
През този период Българската екзархия развива активна дейност в Македония, основавайки множество нови училища в цялата област. Кънчов често пътува в различни части на Македония, събирайки етнографски, исторически и географски сведения за посещаваните места. Работата му е забелязана от екзарх Йосиф, който през март 1894 година го назначава за главен екзархийски инспектор на българските училища в Македония, за да му създаде по-добри условия да продължи проучванията си. Докато изпълнява тази длъжност, през юни 1897 година в Цариград е направен неуспешен опит за убийството му, вероятно организиран от полицията.

Пътуванията на Кънчов му позволяват да изработи първата цялостна българска статистика на населението в областта Македония – „Македония. Етнография и статистика“. За него Иван Хаджиниколов казва: 
| „ | Васил Кънчов беше много словоохотлив и между другото в приказките си каза, че той е дошъл учител в Солун да побългари Македония. Много и силно казано. Възразих му, че така не трябва да се говори и себе си да надценява, тъй като Македония отдавна е българска и че македонските българи отдавна водят борба с рутината, ней ѝ трябва просвета, каквато всички учители и духовници понастоящем трябва да пръскат. | “ |

През ноември 1897 година Васил Кънчов напуска поста си в Екзархията с намерението да продължи работата си в България. Прибирайки се в страната през Сърбия, той е задържан за кратко в Ристовац, където полицията се опитва да намери у него компрометиращи материали, с които да го злепостави пред османските власти.
След кратък престой във Враца, от 1898 година Кънчов се установява окончателно в София, където живее на улица „Неофит Рилски“ № 80. От 1898 е действителен член на Българското книжовно дружество, днес Българска академия на науките, като през периода 1898 – 1901 г. е деловодител и секретар на Историко-филологическия клон към него. През 1899 и 1901 година е избиран за народен представител от Враца като кандидат на Прогресивнолибералната партия, а през 1901 година става и подпредседател на Народното събрание. В началото на 1902 година става министър на народното просвещение в правителството на Стоян Данев.
Към 15 часа на 6 февруари (24 януари стар стил) 1902 година Васил Кънчов е застрелян в кабинета си в Министерството на народното просвещение от Тома Каранджулов, който се самоубива непосредствено след това. Каранджулов, родом от Прилеп, е бивш учител, уволнен поради непригодност, който в продължение на няколко години прави постъпки пред различни министри да бъде върнат на работа, като често прибягва до заплахи.

## Памет
Ученикът му Иван Крайничанец пише за него:
| „ | Неговата културна и научна дейност остави неизгладими следи във възраждането на Македония. | “ |

Във Враца има средно училище и булевард, които носят името на Васил Кънчов. На 5 декември 2012 година в родния му град е открит негов паметник, чийто автор е скулпторът Цено Ценов.
На Васил Кънчов са наречени улици в София (Карта), Петрич, Сандански и в Банско.
Внучка на Кънчов е видната френска изкуствоведка и византоложка Таня Велманс.

## Галерия
- Съпругата на Кънчов, Христина Балтаджиева
- Кънчов с дъщеря си Невена
- Зрелостното свидетество на Кънчов от гимназията в Лом, 7 юни 1884 година
- Грамота за награждаване на Кънчов с ордена За гражданска заслуга, 18 май 1898 година
- Политика на Турското правителство спроти българите в Македония, брошура на Кънчов от 1896 година

### Цитирана литература
- Марков, Георги. Покушения, насилие и политика в България 1878 – 1947.   София, Военно издателство, 2003. ISBN 954-509-239-4.
- Петров, Тодор и др. ВМОРО през погледа на нейните основатели.   София, Военно издателство, 2002.
- Ташев, Ташо. Министрите на България 1879 – 1999.   София, АИ „Проф. Марин Дринов“/Изд. на МО, 1999. ISBN 978-954-430-603-8/ISBN 978-954-509-191-9.